# Стрельба в начальной школе Кливленда
Стрельба́ в нача́льной шко́ле Кли́вленда — убийство, произошедшее 29 января 1979 года в начальной школе имени Гровера Кливленда в Сан-Диего, Калифорния. В результате инцидента погибло 2 человека, 9 получили ранения. В стрельбе была признана виновной 16-летняя девушка — Бренда Спенсер, которая жила в доме через дорогу, напротив школы. Обвинения ей были предъявлены как совершеннолетней, она признала себя виновной по двум статьям — убийство и нападение с применением смертоносного оружия — и была приговорена к пожизненному заключению с возможностью условно-досрочного освобождения через 25 лет.

## Стрельба
Утром, в понедельник 29 января 1979 года, Спенсер начала стрелять из своего дома по детям, ожидавшим, пока 53-летний директор Бертон Рагг откроет ворота начальной школы. Она ранила восемь детей, начав с девятилетнего Кэма Миллера, поскольку он был одет в голубую одежду — это был любимый цвет Спенсер. Далее она застрелила Рэгга, когда он и учитель Дэрил Барнс пытались помочь детям. Спенсер также убила 56-летнего сторожа Майка Шуара — он пытался оттащить раненого ученика в безопасное место — и ранила 28-летнего офицера полиции Роберта Робба, который прибыл на место после того, как в полицию поступил звонок об инциденте. Многих жертв удалось избежать благодаря тому, что полиция преградила убийце линию огня, передвинув мусоровоз и поставив его перед входом в школу.
После тридцати шести выстрелов Спенсер на несколько часов забаррикадировалась в своем доме. Находясь там, она разговаривала по телефону с репортером из газеты The San Diego Union-Tribune, который наугад обзванивал телефонные номера в этом районе. Спенсер сказала репортеру: «Я ненавижу понедельники. А это оживило мой день», поэтому она стреляла в школьников и взрослых. Она также сообщила переговорщикам, что дети и взрослые, в которых она стреляла, были легкими мишенями, и что она собиралась «выйти пострелять». Спенсер неоднократно потом напоминали об этих заявлениях на слушаниях по условно-досрочному освобождению. В конце концов она сдалась и покинула дом, как сообщается, после того, как переговорщики пообещали ей еду из Burger King. Полицейские обнаружили бутылки из-под пива и виски, разбросанные по дому, но сказали, что Спенсер не была в состоянии опьянения при аресте. Фотографии с места преступления противоречат этим показаниям.

## Приговор
Спенсер были предъявлены обвинения как совершеннолетней, и она признала себя виновной в двух убийствах и вооружённом нападении. 4 апреля 1980 года, на следующий день после своего 18-летия, она была приговорена к пожизненному тюремному заключению с правом подачи прошения о помиловании через 25 лет. В тюрьме Спенсер поставили диагноз «эпилепсия», и она получала лекарства для лечения эпилепсии и депрессии. Находясь в Калифорнийском учреждении для женщин в Чино, она занималась ремонтом электронного оборудования.
По условиям вынесенного ей приговора, Спенсер получила право на слушания по рассмотрению вопроса о ее условно-досрочном освобождении в 1993 году. По состоянию на 2022 год, Спенсер потерпела неудачу на шести слушаниях комиссии по условно-досрочному освобождению.
На первом слушании в 1993 году Спенсер заявила, что надеялась на то, что полиция застрелит ее, и что во время совершения преступления она употребляла алкоголь и наркотики, хотя результаты тестов на наркотики, проведенных при задержании, были отрицательными. На слушаниях в 2001 году Спенсер утверждала, что отец подвергал ее избиениям и сексуальному насилию, но он заявил, что эти утверждения не соответствуют действительности. Председатель комиссии по условно-досрочному освобождению сказал, что поскольку она никому ранее не рассказывала об этих фактах, он сомневается в их правдивости. В 2005 году заместитель окружного прокурора Сан-Диего привел случай членовредительства, произошедший четырьмя годами ранее, когда Спенсер выжгла на своей коже слова «мужество» и «гордость», после того как её подруга была освобождена из тюрьмы, и этот факт послужил доказательством того, что Спенсер страдает психозом и не может быть освобождена. Во время слушаний по условно-досрочному освобождению Спенсер исправила выжженные надписи на «непрощённая» и «одна».
В 2009 году комиссия снова отклонила ее прошение об условно-досрочном освобождении и постановила, что пройдет десять лет, прежде чем её кандидатура будет рассмотрена снова. В 2021 году слушания по условно-досрочному освобождению завершились отказом, в 2022 году Бренда не стала использовать возможность выйти на свободу, по-прежнему оставаясь в тюрьме для женщин в Чино. Следующее слушание по ее условно-досрочному освобождению должно состояться в 2025 году.

## Последствия
В память о жертвах стрельбы в начальной школе Кливленда были установлены мемориальная доска и флагшток. Школа была закрыта в 1983 году вместе с десятком других школ по всему городу в связи с уменьшением числа учащихся. В последующие десятилетия ее арендовали несколько чартерных и частных школ. С 2005 по 2017 год здесь  располагалась Академия науки Магнолии, государственная чартерная средняя школа для учащихся 6-8 классов. В 2018 году школа была снесена, а мемориальная доска перенесена на угол соседней улицы.
17 января 1989 года, почти через десять лет после событий в начальной школе Гровера Кливленда в Сан-Диего, в Стоктоне, штат Калифорния, также произошло трагическое событие — пять учеников были убиты и тридцать ранены. По совпадению, начальная школа также носила имя Гровера Кливленда. Одна из жертв, выживших после стрельбы 1979 года, сказала, что она была «шокирована, подавлена и в ужасе» от того жуткого опыта, который ей пришлось пережить.

## В массовой культуре

### Песня
Боб Гелдоф, в то время солист группы Boomtown Rats, прочитал об этом инциденте. Его особенно поразило признание Спенсер о том, что она сделала это, так как «не любит понедельники», и он начал писать песню, позже получившую название «I Don’t Like Mondays», об этом событии. Песня прозвучала в июле 1979 года и четыре недели была номером один в Великобритании, а также стала самым большим хитом группы в Ирландии. Хотя песня не попала в American Top 40, она широко транслировалась по радио (за пределами Сан-Диего), несмотря на усилия семьи Спенсер не допустить этого. Гелдоф позже упоминал, что «[Спенсер] написала мне, сказав: «„Она рада, что сделала это, потому что я сделал её знаменитой“, а с этим не очень хорошо жить». Спенсер отрицает, что когда-либо связывалась с Гелдофом.

### Книги
В книге 1999 года «Убийцы с детским лицом: Ужасающие правдивые истории самых молодых убийц Америки» (англ. Babyface Killers: Horrifying True Stories of America's Youngest Murderers), автором которой является американский журналист Клиффорд Л. Линедекер, пролог книги посвящён Спенсер, в нескольких главах упоминается о ее преступлении.
В книге 2008 года «Церемониальное насилие: психологическое объяснение стрельбы в школе» (англ. Ceremonial Violence: A Psychological Explanation of School Shootings), профессор из Университета Йешива Джонатан Фаст (англ. Jonathan Fast) анализирует стрельбу в начальной школе Кливленда и четыре других случая с психологической точки зрения.
В 2022 году вышла книга телеведущей из Великобритании Н. Ли Хант (англ. N. Leigh Hunt) «Я не люблю понедельники: правдивая история первой в Америке стрельбы в современной школе» (англ. I DON'T LIKE MONDAYS: The True Story Behind Behind America's First Modern School Shooting), в которой автор исследует и раскрывает подробности, полученные от офицеров, следователей, а также в ходе многочисленных интервью, впервые представляя ранее неизвестные факты.

### Фильмы и телевидение
Об этом инциденте рассказывается в документальном японско-американском фильме 1982 года «Убивая Америку». Британский документальный фильм 2006 года «Я не люблю понедельники» (англ. I Don't Like Mondays) также посвящен этому факту.
Эпизод  сериала «Дети-убийцы» (англ. Killer Kids) под названием «Смертельное принуждение» (англ. Deadly Compulsion), впервые вышедший в эфир 3 сентября 2014 года, рассказывает о преступлении Спенсер.
Телеканал Investigation Discovery изобразил преступление Спенсер в одном из трёх случаев, представленных в премьерном эпизоде второго сезона документального криминального сериала «Смертоносные женщины» (англ. Deadly Women), в эфире от 9 октября 2008 года под названием «Трилл-убийцы» (англ. Thrill Killers).